# Динітроцелюлоза
Динітроцелюлоза (колоксилін, динітрат целюлози) — продукт етерифікації целюлози з нітруючою сумішшю (суміш азотної та сірчаної кислот).
Інша назва динітроцелюлози — колоксилін. Правильна систематична хімічна назва — динітрат целюлози. Горюча, однак на відміну від піроксиліну має слабшу силу вибуху. 

## Опис

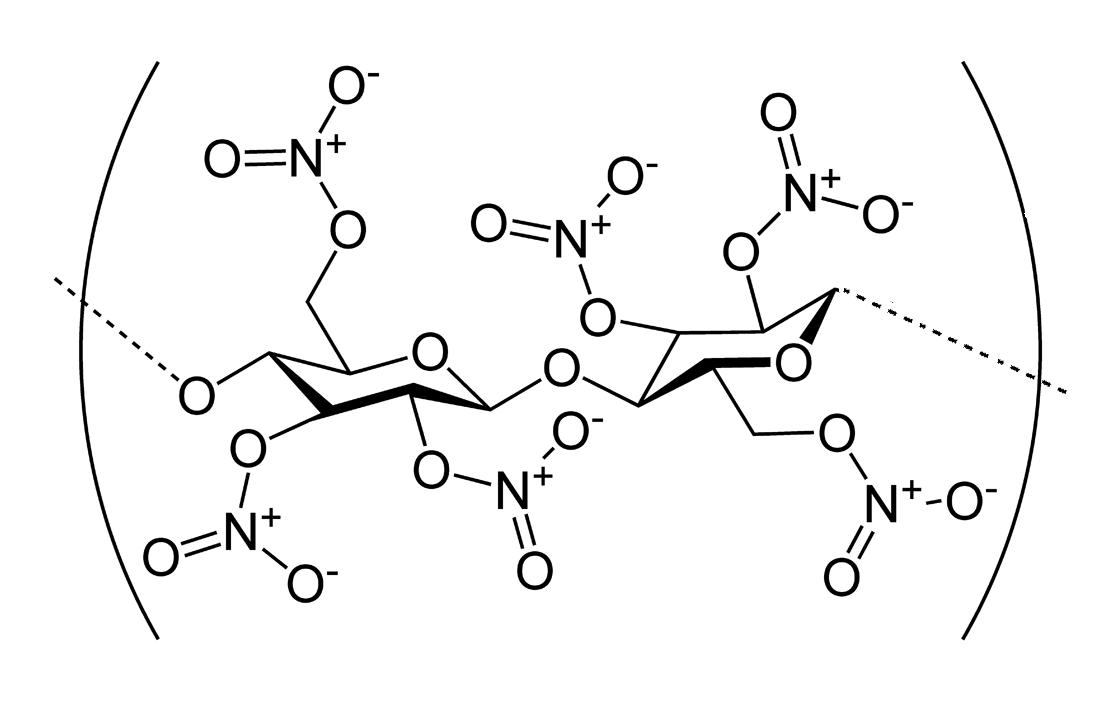
Загальна формула нітроцелюлоз. Залежно від кількості NO_{3} груп існує моно-, ди-, тринітроцелюлози

Колоксилін — це пухка волокниста маса білого кольору щільністю 1650 кг/м³ (г/см³), що нагадує вихідну целюлозу.  Він добре розчиняється в ацетоні, спирто-камфорному розчині, суміші спирту з ефіром та в інших розчинниках. Нерозчинний  в неполярних розчинниках. Є одним із видів промислового нітрату целюлози з вмістом нітратного азоту до 12 %.
За іншими даними, колоксилін — злегка жовтуватого кольору вата.

## Промислове виробництво
Технологічний процес виробництва колоксиліну складається з наступних стадій:
1. Приготування нітраційної суміші
2. Підготовка целюлози
3. Нітрація целюлози
4. Стабілізація колоксиліну
5. Зневоднення колоксілину[2]

### Приготування нітраційної суміші
Приблизне співвідношення компонентів у нітраційній суміші: 
- концентрована сірчана кислота 62 %
- азотна кислота 20 %,
- вода 18 %.

При такому складі суміші отримання колоксиліну проводять при 40 °C 3 години.
Час і температурний режим отримування колоксиліну залежить від концентрації кислот у нітраційній суміші, тому у стадіях можна помітити різні умови для проведення реакції.

### Підготовка целюлози
Підготовка целюлози до нітрації зводиться до розпушування целюлози і подальшого сушіння її до вмісту вологи не більше 1,5 %. Розпушування проводиться на трепальних машинах (дзигах)

### Нітраціяцелюлози
{\displaystyle {\ce {[C6H7O3(OH)]n + xn HNO3 -> [C6H7O2 (ONO2)x(OH)3-x-ln]+xn H20}}}
Процес відбувається при температурі 60 °C протягом 1 години в присутності сірчаної кислоти як водовіднімаючої речовини. Крім того, сірчана кислота сприяє активації целюлози.

### Стабілізація колоксиліну
З метою стабілізації колоксилін у подрібненому вигляді багаторазово промивають гарячою та холодною водою. Завдяки видаленню з нітроцелюлози вільних кислот, нітрованих супутників целюлози, колоксилін стає більш стійким при тривалому зберіганні та при теплових впливах.

### Зневоднення колоксілину
Зневоднення колоксиліну проводиться тільки в тому випадку, якщо він призначається для виробництва целулоїду та лаків.

## Кустарне виробництво
Колоксилін виходить нітруванням вати в 30 мл сірчаної кислоти + 20 мл азотної при звичайній температурі, протягом 6-10 хв. (не більше). При перетримці до 15 хв, продуктом буде піроксилін. Вихід колоксиліну за цим способом дорівнює 50 %.

## Застосування
Його застосовують у виробництві порохів і вибухових речовин, а також деяких лаків та плівок. Використовується в нітроцелюлозних лаках та фарбах. Застосовується у виробництві колодію. З колоксілину та камфори виготовляють пластмасу — целулоїд. Ці продукти застосовуються для виробництва промислових товарів.

## Властивості
Колоксилін малостійкий  до дії кислот та лугів. Недоліком його є низька термо- і світлостійкість, горючість і вибухонебезпечність. Введення стабілізаторів (дифеніламіну та ін) підвищує його термостійкість. Легкозаймистість колоксиліну знижують додаванням наповнювачів і пластифікаторів.
Колоксилін, на відміну від піроксиліну, має розчинятись у ацетоні. Це основна його якісна ознака.